# Preoccupations (альбом)
Preoccupations  — второй студийный альбом канадской панк-рок-группы Preoccupations (Viet Cong в 2012—2015 годах), изданный 16 сентября 2016 года на лейблах Flemish Eye и Jagjaguwar.
Альбом получил положительные отзывы музыкальной критики и интернет-изданий.

## Релиз
Альбому предшествовали синглы «Anxiety», «Degraded» и «Memory».

## Отзывы
| Совокупная оценка    | Совокупная оценка |
| Источник             | Оценка            |
| -------------------- | ----------------- |
| AnyDecentMusic?      | 7.4/10            |
| Metacritic           | 79/100            |
| Оценки критиков      |                   |
| Источник             | Оценка            |
| AllMusic             | [ 1 ]             |
| Consequence of Sound | B                 |
| DIY                  | [ 9 ]             |
| Exclaim!             | 7/10              |
| The Irish Times      | [ 11 ]            |
| Pitchfork            | 7.9/10            |
| PopMatters           | 8/10              |
| Q                    | [ 14 ]            |
| The Skinny           | [ 15 ]            |
| Uncut                | 8/10              |

Альбом получил положительные отзывы музыкальной критики и интернет-изданий. Агрегационный сайт Metacritic оценил альбом на 79 баллов по 21 отзывам профессиональных рецензентов, что означает «в целом благоприятные отзывы».
Хизер Фарес из AllMusic отметил в рецензии, что «альбом представляют собой 11-минутные шоукейсы, демонстрирующие сильные стороны их соответствующих воплощений. …это более последовательный, более доступный набор песен, который доказывает, что группе не нужно модное название, чтобы привлечь внимание, которого она заслуживает».
В рецензии для Pitchfork Марк Мастерс заявил: «Что делает Preoccupations намного больше, чем круговое упражнение в самоанализе, так это жизненная сила музыки. Через все треки проходит напряженная, нервная энергия, которая соединяется друг с другом, как провода, которые при встрече искрят электрическим током».

## Список композиций
Слова и музыка всех песен — Preoccupations.
| №                   | Название            | Длительность |
| ------------------- | ------------------- | ------------ |
| 1.                  | «Anxiety»           | 4:29         |
| 2.                  | «Monotony»          | 2:53         |
| 3.                  | «Zodiac»            | 3:43         |
| 4.                  | «Memory»            | 11:26        |
| 5.                  | «Degraded»          | 4:00         |
| 6.                  | «Sense»             | 1:01         |
| 7.                  | «Forbidden»         | 1:32         |
| 8.                  | «Stimulation»       | 4:41         |
| 9.                  | «Fever»             | 4:31         |
| Общая длительность: | Общая длительность: | 38:16        |

## Чарты
| Чарт (2016)                 | Высшая позиция |
| --------------------------- | -------------- |
| Бельгия/Фландрия (Ultratop) | 105            |